# Thamnochortus fruticosus
Thamnochortus fruticosus là một loài thực vật có hoa trong họ Restionaceae. Loài này được P.J.Bergius miêu tả khoa học đầu tiên năm 1767.